# Baron Blood
Baron Blood est le nom de différents super-vilains créés par Marvel Comics.
Le premier Baron Blood est apparu pour la première fois dans Invaders #7, en 1976.
Le second Baron Blood n'est autre que le frère du Docteur Strange, Victor. Il est apparu pour la première fois dans Doctor Strange vol.3 #15.
Le troisième Baron Blood est le petit-neveu du premier Baron. Il est apparu pour la première fois dans Captain America #253, en 1981. Il a été créé par John Byrne.

## Le Baron Blood
John Falsworth était un aristocrate anglais, frère ainé de James Montgomery Falsworth, à la fin du XIXe siècle. Il quitta l'Angleterre quand son petit frère hérita du domaine familial. Il voyagea jusqu'en Transylvanie, où il tomba sous la coupe de Dracula. Ce dernier le renvoya infecter l'Angleterre.
John s'allia avec les Nazis lors de la Seconde Guerre mondiale. En échange, les scientifiques mirent au point un sérum le protégeant des effets mortels de la lumière sur son corps. Il combattit les Envahisseurs (Invaders), blessant gravement son frère, devenu Union Jack, et Jacqueline Falsworth. Il fut tué en s'empalant sur une stalagmite d'argent.
Il fut plus tard ressuscité par les forces de Lady Lotus. Il fut de nouveau tué par un pieu en plein cœur, et enterré dans la Tour de Londres.
Des années plus tard, un serviteur de Dracula, le Dr Jacob Cromwell le ressuscita de nouveau. Il trahit son sauveur, le tua ainsi qu'une de ses filles, et infecta son autre fille, qui devint la Baronne Blood. Après de nombreux meurtres mystérieux, Union Jack le retrouva. C'est Captain America qui le décapita avec son bouclier et brûla ses restes.

## Victor Strange
Le Docteur Strange essaya un jour de ressusciter son frère, à l'aide d'un sort écrit dans le Livre de Vishanti. Inexpérimenté, il ne se douta pas que son frère reviendrait à la vie en tant que vampire. Pour des raisons inconnues, Victor s'habilla de la même façon que le premier Baron et décida de se donner le même titre. Il essaya de devenir un héros, en ne buvant que le sang des animaux, mais Stephen fut contraint de tuer ses victimes, revenues elles aussi à la vie, et maléfiques. Victor continua sa carrière de vigilante masqué sous le nom de Khiron mais se suicida quand il vit à quel point il devenait lui aussi mauvais et assoiffé de sang.

## Baron Blood III (Kenneth Crichton)
Kenneth Crichton était le prochain porteur de l'identité de l'Union Jack, mais il refusa, proclamant que son ami Joey Chapman était meilleur que lui pour le rôle. Anémique, il fut une proie facile pour la Baronne Blood, qui l'infecta pour le guérir de sa maladie. La Baronne utilisa Kenneth et d'autres vampires pour obtenir le Saint Graal, qui lui donna l'immunité au soleil et supprima les faiblesses traditionnelles des vampires. Ne voulant pas partager son pouvoir, elle détruisit la relique. Kenneth fut alors tué par le soleil.

## Pouvoirs
- Le Baron Blood était un vampire, possédant une force, une agilité surhumaines et une résistance élevée.
- Il possédait le pouvoir de contrôler les rats, les chauve-souris et les loups, et un don pour hypnotiser en cas de contact visuel.
- Son audition était bien supérieure à celle d'un être humain.
- En tant que vampire, il était allergique à l'ail, à l'argent, aux crucifix, et seul un pieu en plein cœur ou la décapitation pouvait le tuer.
- Des expériences nazis lui donnèrent l'immunité aux rayons du soleil, ce qui lui permettait de rester actif pendant la journée. Toutefois, il perdait une partie de sa force et s'affaiblissait grandement à chaque heure passée à la lumière.
- Le Baron utilisait du gaz pour étourdir ses adversaires.